# 埃利氏倭甲鯰
埃利氏倭甲鯰，為輻鰭魚綱鯰形目甲鯰科的其中一種，為熱帶淡水魚，分布於南美洲巴西中部淡水流域，體長可達2.2公分，棲息在底層水域，生活習性不明。